# Muro de Alcoy
Muro de Alcoy es un municipio de la Comunidad Valenciana, España. Está situado en el norte de la provincia de Alicante, en la depresión principal de los valles prebéticos de Alcoy, y pertenece a la comarca del Condado de Cocentaina, cuya capital es Cocentaina. La población de esta villa ascendía en 2019 a un total de 9324 habitantes.

## Geografía
Integrado en la comarca del Condado de Cocentaina, se sitúa a 75 kilómetros de la capital provincial. El término municipal está atravesado por la autovía del Mediterráneo (A-7) y por la carretera nacional N-340 entre los pK 805 y 809, además de por carreteras locales que permiten la comunicación con Alquería de Aznar, Benimarfull, Gayanes y Agres. 
El relieve del municipio está definido por la depresión principal de los valles prebéticos de Alcoy, junto con las sierras de Mariola y de Benicadell. La parte más elevada del término se encuentra al suroeste, en la sierra de Mariola, donde se superan los 1200 metros de altitud, destacando también al noreste la sierra de Benicadell (1022 metros). El puerto de Albaida (600 metros), atravesado por la A-7, hace de límite con la provincia de Valencia. Los cursos fluviales más importantes son el río de Agres y el río Serpis. La altitud oscila entre los 1222 metros al suroeste y los 330 metros a orillas del Serpis. El pueblo se alza a 391 metros sobre el nivel del mar.

## Clima
Muro de Alcoy presenta un clima mediterráneo (clasificación climática de Köppen CSa) con inviernos suaves y veranos cálidos. Los meses más lluviosos se concentran en otoño mientras que los más secos se concentran en verano. Los inviernos varían con mínimas de 4 a 7 °C y máximas de 14 a 17 °C, y las heladas son poco frecuentes. La temperatura media anual es de 16 °C.
| Parámetros climáticos promedio de Muro de Alcoy (1990-2014) | Parámetros climáticos promedio de Muro de Alcoy (1990-2014) | Parámetros climáticos promedio de Muro de Alcoy (1990-2014) | Parámetros climáticos promedio de Muro de Alcoy (1990-2014) | Parámetros climáticos promedio de Muro de Alcoy (1990-2014) | Parámetros climáticos promedio de Muro de Alcoy (1990-2014) | Parámetros climáticos promedio de Muro de Alcoy (1990-2014) | Parámetros climáticos promedio de Muro de Alcoy (1990-2014) | Parámetros climáticos promedio de Muro de Alcoy (1990-2014) | Parámetros climáticos promedio de Muro de Alcoy (1990-2014) | Parámetros climáticos promedio de Muro de Alcoy (1990-2014) | Parámetros climáticos promedio de Muro de Alcoy (1990-2014) | Parámetros climáticos promedio de Muro de Alcoy (1990-2014) | Parámetros climáticos promedio de Muro de Alcoy (1990-2014) |
| Mes                                                         | Ene.                                                        | Feb.                                                        | Mar.                                                        | Abr.                                                        | May.                                                        | Jun.                                                        | Jul.                                                        | Ago.                                                        | Sep.                                                        | Oct.                                                        | Nov.                                                        | Dic.                                                        | Anual                                                       |
| ----------------------------------------------------------- | ----------------------------------------------------------- | ----------------------------------------------------------- | ----------------------------------------------------------- | ----------------------------------------------------------- | ----------------------------------------------------------- | ----------------------------------------------------------- | ----------------------------------------------------------- | ----------------------------------------------------------- | ----------------------------------------------------------- | ----------------------------------------------------------- | ----------------------------------------------------------- | ----------------------------------------------------------- | ----------------------------------------------------------- |
| Temp. máx. media (°C)                                       | 13.8                                                        | 14.3                                                        | 17.1                                                        | 19.1                                                        | 22.3                                                        | 26.4                                                        | 29.6                                                        | 30.3                                                        | 27.1                                                        | 22.5                                                        | 18.1                                                        | 14.9                                                        | 21.3                                                        |
| Temp. media (°C)                                            | 9                                                           | 9.4                                                         | 11.7                                                        | 13.8                                                        | 16.9                                                        | 20.9                                                        | 23.9                                                        | 24.7                                                        | 21.6                                                        | 17.3                                                        | 13.1                                                        | 10.2                                                        | 16                                                          |
| Temp. mín. media (°C)                                       | 4.2                                                         | 4.5                                                         | 6.3                                                         | 8.5                                                         | 11.6                                                        | 15.4                                                        | 18.3                                                        | 19.2                                                        | 16.2                                                        | 12.2                                                        | 8.1                                                         | 5.5                                                         | 10.8                                                        |
| Precipitación total (mm)                                    | 31                                                          | 38                                                          | 38                                                          | 42                                                          | 39                                                          | 28                                                          | 10                                                          | 18                                                          | 52                                                          | 75                                                          | 58                                                          | 50                                                          | 479                                                         |
| Fuente: Climate-Data.org                                    |                                                             |                                                             |                                                             |                                                             |                                                             |                                                             |                                                             |                                                             |                                                             |                                                             |                                                             |                                                             |                                                             |

## Barrios y pedanías
En el término municipal de Muro se encuentran también los siguientes núcleos de población:
| Pedanía        | Población (2023) |
| -------------- | ---------------- |
| Alquería Jordá | 14               |
| Benámer        | 133              |
| Cela de Núñez  | 156              |
| Turballos      | 64               |

### Localidades limítrofes
| Noroeste: Albaida (Valencia) y Adzeneta de Albaida (Valencia) | Norte: Palomar (exclave) (Valencia), Bufali (exclave) (Valencia), Bélgida (Valencia) y Otos (Valencia) | Noreste: Gayanes                                               |
| Oeste: Agres                                                  | | Este: Alcocer de Planes y Benimarfull                          |
| Suroeste: Cocentaina                                          | Sur: Cocentaina y Alquería de Aznar                                                                    | Sureste: Cocentaina, Alcocer de Planes (exclave) y Benimarfull |

## Historia
El 18 de septiembre de 1240, fecha anterior a la de la conquista de la zona, Jaime I de Aragón donaba la villa de Muro a un musulmán de Játiva: Çalema Hoto. Tras apoderarse del valle, muchos señores de los que formaban las huestes del Conquistador fueron favorecidos con posesiones en el lugar. En 1291, el rey Jaime II elevó a Roger de Lauria a la categoría de señor feudal del reino de Valencia con la donación de la villa de Cocentaina y sus alquerías, entre las que figuraba el lugar de Muro. El señorío fue pasando por las manos de las casas de Lauria, Jérica y de la real de Aragón. El Rey Alfonso el Magnánimo vendió la villa y baronía de Cocentaina a Jimén Pérez de Corella en 1448, con quien el señorío entró en posesión de la casa que mayor influencia ha tenido en su historia; aún hoy sus descendientes ostentan el título de condes de Cocentaina. 
Ya en el siglo XVI nos encontramos a Muro convertida en la primera población del valle, tras Cocentaina, pues en 1520 Muro contaba con 330 casas y unos 1.500 habitantes, Turballos 40 y 160 habitantes, Cela y Benámer 12 casas cada una con 50 y 25 habitantes respectivamente y 6 casas en L´Alqueria dels Capellans, en su gran mayoría moriscos, con algún cristiano que residía excepcionalmente. Ello, unido a carecer de una defensa sólida, hizo que sufriera con especial crudeza el ataque de los agermanados. En 1574 la iglesia de Muro fue erigida en parroquia y en 1584, Jimén Pérez Rois de Corella y Mendoza, VI conde de Cocentaina, concedió al pueblo de Muro el privilegio de universidad, separada de la de Cocentaina. Analizada la conducta de los Condes de Cocentaina como señores de Muro, no se encuentra ni un solo hecho noble que merezca el grato recuerdo de la villa. Los Ruiz de Corella consideraban sus estados, no como propuestos por Dios bajo su tutela, sino como meras fincas de explotación a las que había que sacar el máximo rendimiento posible y a sus vasallos, casi siervos de la gleba. Don Jimén Pérez Ruiz de Corella y de Mendoza VII conde de Cocentaina, fue hombre ingrato hasta con su propia madre Doña Brianda de Mendoza, hija del virrey de Valencia, quién hallándose necesitada de recursos y ante la indiferencia de su propio hijo, tuvo que pedirlos al rey Don Felipe II, quien la favoreció con un donativo de 500 libras. En la última de las visitas pastorales del Patriarca Juan de Ribera a Muro, única de la que se conserva documentación, que tuvo lugar el 23 de julio de 1607, la población tenía 340 casas de moriscos bautizados, unos 1300 habitantes. Tras la expulsión, Muro quedó desierto y sus aldeas despobladas, pasando las posesiones de aquellos a manos del conde de Cocentaina. El 26 de abril de 1611, Francisco Rois de Corella, como procurador de Gastón Rois de Corella, conde de Cocentaina, concedía carta puebla a 17 pobladores residentes en Muro. Las duras y exigentes condiciones de dicha carta serían una de las causas del estallido de la segunda germanía en 1693 y de que los campesinos de Muro estuvieran al frente de la rebelión, uno de los cuales, José Navarro, fue nombrado “General del Ejército de los Agermanados”. En 1653 murió Doña Antonia Rois de Corella y Dávila, condesa de Cocentaina y última señora de la casa de Ruiz de Corella. Con su hijo Don Pedro comenzó a regir el condado la casa de Benavides. 
En 1706 Muro adquiría el título de villa. Durante la Guerra de Sucesión se mostró partidaria del Archiduque Carlos. Muro formó parte de la gobernación de Játiva (del Júcar) hasta 1707, desde entonces hasta 1833 permaneció incorporado en la gobernación de Alcoy. A finales del siglo XIX, Muro del Alcoy absorbió en su término al pequeño municipio de Cela de Núñez (con 540 habitantes en 1860, frente a los 2.946 de Muro).
El topónimo oficial es el de Muro de Alcoy. La extensión "de Alcoy" se produjo, 
en la reforma de la nomenclatura municipal de 1916, como consecuencia de la confusión de los diferentes Muro que hay en España. Documentación de la época muestra que el topónimo pasó a denominarse “del Alcoy”, no "de Alcoy", porque había muchas poblaciones que repetían su nombre. El sobrenombre “del Alcoy” hacía referencia al río Alcoy o Serpis porque se tenían que anexar “las palabras que expresen nombre de corriente de agua, de montaña o del territorio”.
La llegada del Tren Alcoy-Gandía en 1893 y del Tren Villena-Alcoy-Yecla en 1909 supuso una importante mejora de sus comunicaciones.
| Entidad a la que pertenecen | Componentes              | Cargos de la Junta     |
| --------------------------- | ------------------------ | ---------------------- |
| Ayuntamiento                | Bautista Pascual         | Presidente de la Junta |
| Ayuntamiento                | Cándido Olcina Solbes    |                        |
| Ayuntamiento                | Francisco Aznar Pascual  |                        |
| Ayuntamiento                | Vicente Tomás Mogino     |                        |
| Ayuntamiento                | Antonio Cascant Juan     |                        |
| Frente Popular              | Juan Molines Cortés      |                        |
| Frente Popular              | Luis Rovira Miralles     |                        |
| Frente Popular              | Francisco Mogino Juan    | Secretario de la Junta |
| Sindicales obreras          | Bautista Fullana Jover   |                        |
| Sindicales Obreras          | Bautista Miquel Montaner |                        |

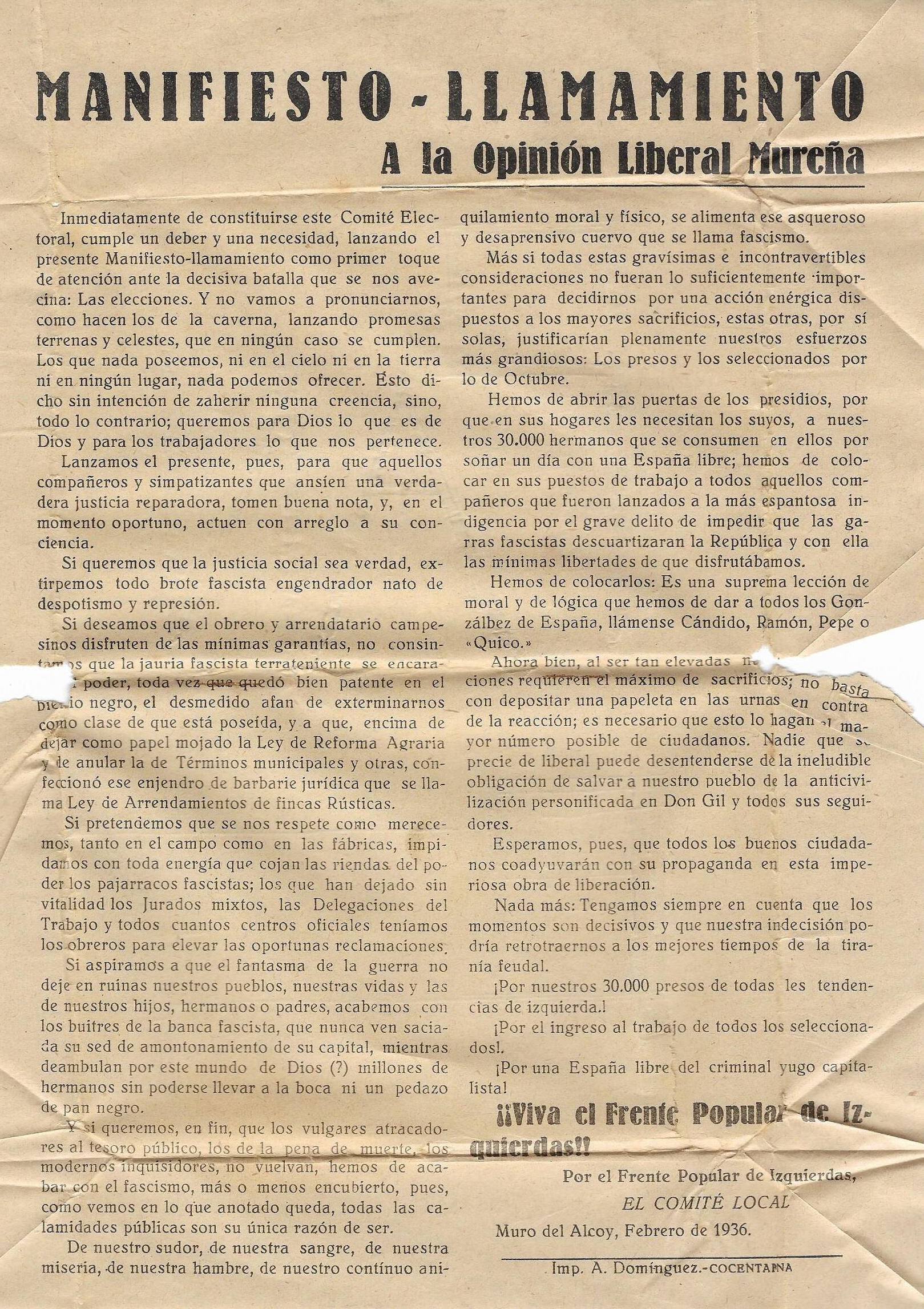
Manifiesto del Comité Local De Defensa de Muro del Alcoy UGT - PCE - IR.

En Muro de Alcoy se constituyó un Comité de Defensa Revolucionario formado por la Unión General de Trabajadores, Partido Comunista de España y Izquierda Republicana. Dicho comité estuvo compuesto por:
| Nombre                  | Causa de fallecimiento o destino | Nombre del Campo | Lugar de fallecimiento | Causa oficial de muerte |
| ----------------------- | -------------------------------- | ---------------- | ---------------------- | ----------------------- |
| Raimundo Cots Alonso    | Fusilamiento.                    |                  |                        |                         |
| Francisco Mogino Juan   | Campo de Concentración.          | Morand de Boghar | Chile                  |                         |
| Juan Molines Cortés     | Exilio.                          |                  |                        |                         |
| Bautista Pascual Molina | Exilio.                          |                  |                        |                         |
| Cándido Olcina Solbes   | Exilio.                          |                  |                        |                         |
| Vicente Tomás Mogino    | Campo de Concentración           | Mauthausen-Gusen | Mauthausen-Gusen       | Tifus.                  |
| Antonio Cascant Juan    | Exilio, partió en el Stanbrook   |                  |                        |                         |
| Francisco Aznar Pascual | Exilio.                          |                  |                        |                         |
| Rafael Pérez Pastor     | Exilio.                          |                  |                        |                         |

## Víctimas de la Alemania Nazi en Muro de Alcoy
Antonio Carbonell Nicolau en Castillo de Hartheim
Joaquín Calatayud Bas Campo de concentración de Mauthausen-Gusen
Vicente Tomás Mogino Campo de concentración de Mauthausen-Gusen

## Geografía humana

### Demografía
Cuenta con una población de 9345 habitantes (INE 2024).
| Gráfica de evolución demográfica de Muro de Alcoy entre 1842 y 2021 |
| |
| Población de derecho según los censos de población del INE Población de hecho según los censos de población del INEEn estos censos se denominaba Muro: 1842, 1857, 1860, 1877, 1887, 1897, 1900 y 1910 En estos censos se denominaba Muro del Alcoy: 1920, 1930, 1940, 1950 y 1960 Entre el censo de 1877 y el anterior, crece el término del municipio porque incorpora a 03500 (Cela de Núñez) |

| Evolución demográfica de Muro del Alcoy | Evolución demográfica de Muro del Alcoy | Evolución demográfica de Muro del Alcoy | Evolución demográfica de Muro del Alcoy | Evolución demográfica de Muro del Alcoy | Evolución demográfica de Muro del Alcoy | Evolución demográfica de Muro del Alcoy | Evolución demográfica de Muro del Alcoy | Evolución demográfica de Muro del Alcoy | Evolución demográfica de Muro del Alcoy | Evolución demográfica de Muro del Alcoy | Evolución demográfica de Muro del Alcoy | Evolución demográfica de Muro del Alcoy | Evolución demográfica de Muro del Alcoy | Evolución demográfica de Muro del Alcoy | Evolución demográfica de Muro del Alcoy | Evolución demográfica de Muro del Alcoy | Evolución demográfica de Muro del Alcoy | Evolución demográfica de Muro del Alcoy | Evolución demográfica de Muro del Alcoy | Evolución demográfica de Muro del Alcoy | Evolución demográfica de Muro del Alcoy | Evolución demográfica de Muro del Alcoy |
|                                         | 1857                                    | 1887                                    | 1900                                    | 1910                                    | 1920                                    | 1930                                    | 1940                                    | 1950                                    | 1960                                    | 1970                                    | 1981                                    | 1991                                    | 2000                                    | 2005                                    | 2006                                    | 2009                                    | 2010                                    | 2011                                    | 2012                                    | 2016                                    | 2019                                    | 2021                                    |
| --------------------------------------- | --------------------------------------- | --------------------------------------- | --------------------------------------- | --------------------------------------- | --------------------------------------- | --------------------------------------- | --------------------------------------- | --------------------------------------- | --------------------------------------- | --------------------------------------- | --------------------------------------- | --------------------------------------- | --------------------------------------- | --------------------------------------- | --------------------------------------- | --------------------------------------- | --------------------------------------- | --------------------------------------- | --------------------------------------- | --------------------------------------- | --------------------------------------- | --------------------------------------- |
| Población                               | 3535                                    | 3395                                    | 3406                                    | 3523                                    | 3724                                    | 3780                                    | 3788                                    | 4027                                    | 4257                                    | 5044                                    | 5780                                    | 6499                                    | 7252                                    | 8148                                    | 8446                                    | 8893                                    | 8961                                    | 9005                                    | 9010                                    | 9307                                    | 9324                                    | 9326                                    |

### Economía
La actividad laboral de este pueblo del Condado de Cocentaina, no solo se basa en la agricultura. Por influencia de Alcoy y Cocentaina, se ha caracterizado siempre por mantener una actividad empresarial básicamente textil que en las dos últimas décadas ha crecido vertiginosamente.
Así, la principal actividad económica de la localidad es la textil junto con la fabricación de guitarras hechas a mano y también los marcos y molduras.

## Monumentos y lugares de interés
- Casa y plaza Palacio (Palau de la Senyoria). Interés arquitectónico.
- Ermita de la Virgen de los Desamparados. Edificio de interés arquitectónico.

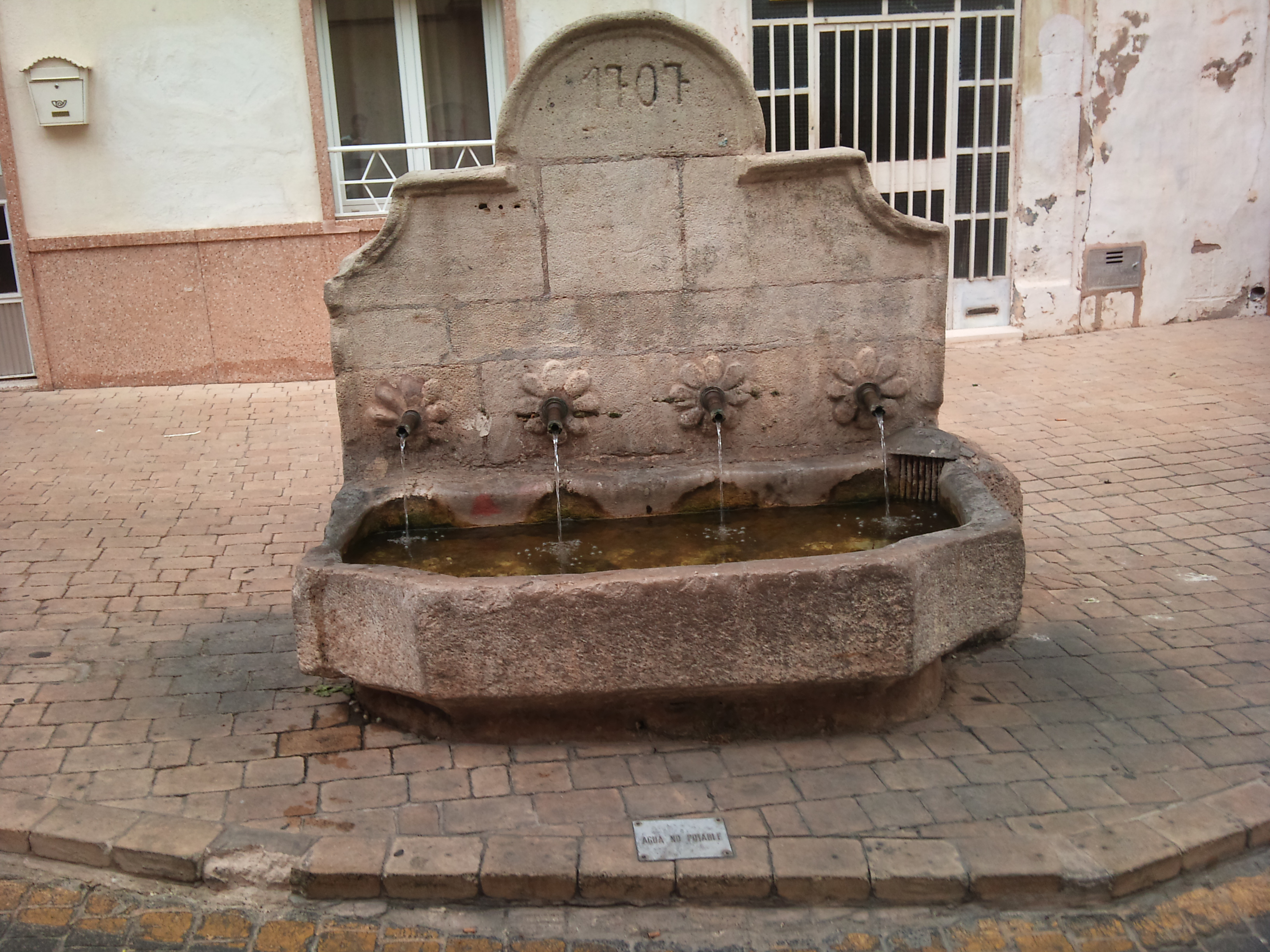
Fuente de San Roque

- Monumento al Tío Pep. Monumento en honor al Tío Pep, conocido por la famosa canción. Esta estatua representa para el pueblo un orgullo, ya que va enlazada con una canción muy conocida por todos los lugares. La estatua está situada a la entrada del pueblo (av. Valencia).
- Fuente de San Roque. Fuente de más de 300 años de antigüedad (data del 1707) con agua natural de la sierra de Mariola.
- Turballos. Pedanía con aspecto tradicional.
- Ermita de San Antonio. Edificio de interés arquitectónico.
- Antigua estación de tren. Edificio de interés arquitectónico.
- Les Caixetes. Antigua fábrica de estilo típico de la Revolución Industrial.
- Iglesia de San Juan Bautista. Data del siglo XVIII, de estilo neoclásico, construida sobre una antigua mezquita.
- Cueva Beneito. Yacimiento arqueológico, perteneciente al Paleolítico.
- Vía verde del Serpis. Vía verde por el antiguo trazado del ferrocarril Alcoy-Gandía construido en 1892, a su paso por Muro de Alcoy.

## Política y gobierno
|                                                |         |                              |       |         |            |            |
| Elecciones municipales del 24 de mayo de 2015  |         |                              |       |         |            |            |
| Partido                                        | Partido | Candidato                    | Votos | Votos   | Concejales | Concejales |
| Partido Popular                                |         | Ángel Mollá Belvís           | 1 538 | 31,14 % | 4          | 1          |
| Compromís                                      |         | Jovita Cerdá García          | 1 503 | 30,43 % | 4          | 2          |
| Esquerra Unida del País Valencià:Acord Ciutadà |         | Francesc Ramón Valls Pascual | 1 127 | 22,82 % | 3          | 2          |
| Partido Socialista del País Valenciano-PSOE    |         | María Elisa Genís Cardona    | 679   | 13,75 % | 2          | 1          |
| Fuente: Ministerio del Interior (España).      |         |                              |       |         |            |            |

| Periodo   | Nombre                                                        | Partido                              |
| --------- | ------------------------------------------------------------- | ------------------------------------ |
| 1979-1983 | José Prats Gisbert                                            | ADEI                                 |
| 1983-1987 | Joaquín Llorca Pascual                                        | ADEU                                 |
| 1987-1991 | Joaquín Llorca Pascual                                        | ADEI                                 |
| 1991-1995 | Fernando Torregrosa Alcaraz                                   | PP                                   |
| 1995-1999 | Fernando Torregrosa Alcaraz                                   | PP                                   |
| 1999-2003 | Rafael Climent González                                       | UPV-BLOC                             |
| 2003-2007 | Rafael Climent González                                       | Bloc Nacionalista Valencià           |
| 2007-2011 | Rafael Climent González                                       | Bloc Nacionalista Valencià           |
| 2011-2015 | Rafael Climent González                                       | Bloc Nacionalista Valencià-Compromís |
| 2015-2019 | Francesc Ramón Valls Pascual (hasta 2017) Jovita Cerdà García | EUPV Compromís                       |
| 2019-2023 | Gabriel Tomás Salvador                                        | No adscritos (Caso de Transfugismo). |
| 2023-act. | Vicent Molina Perona                                          | Compromís                            |

En 2023 Ángel Mollá Belvis y Xelo Cascant Pla anuncian que abandonan el Partido Popular al no haberse permitido por parte del Partido su renovación para concurrir a las elecciones de 2023. Pasando al grupo de No Adscritos. Juan Manuel Sanchis Soler, abandona también su partido por desavenencias. Por primera vez desde el inicio del periodo democrático de Muro de Alcoy la corporación municipal pasa a estar compuesto por cinco miembros no adscritos constituyendo 5 casos de transfuguismo político en 4 años para poder mantener la alcaldía y el gobierno en el municipio.
Con ello, dos partidos políticos EUPV y Cs quedaron sin representación política en el pueblo Murero durante la legislatura de 2019 a 2023. Mientras que el PP perdió la mitad de su representación. Solo Compromis y PSOE mantuvieron su representación inicial durante toda la legislatura.

## Fiestas

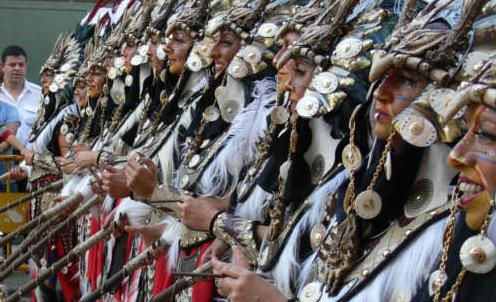
"Escuadra" de fiestas

- Carnaval de Muro. Considerado como uno de los tres más importantes de la Comunidad Valenciana.[cita requerida]
- Feria de San Antonio. Feria tradicional en conmemoración de San Antonio, celebrada desde el año 1738. Se celebra un mercado tradicional y danzas en la plaza Palacio a final de enero.
- Hogueras de San José. Conservan en Muro el espíritu ancestral de las fiestas de primavera, quemando todo lo viejo e inútil, para así renacer sin ataduras con la nueva estación.
- Semana Santa. Fiestas de primavera. Surgen las procesiones. Los pasos, acompañados por sus cofradías que recorren religiosamente y en silencio las plazas y calles del pueblo.
- Moros y Cristianos]. Son las fiestas patronales de Muro en honor de Nuestra Señora la Virgen de los Desamparados, se celebran siempre la segunda semana de mayo. En el segundo fin de semana se concentran la mayoría de actos, como son las entradas moras y cristianas, el traslado de la Virgen desde su ermita hasta el templo parroquial donde permanece una semana para su veneración, la procesión general, el día de los truenos así como la representación de las Embajadas Cristiana y Mora por la lucha y conquista del castillo. Y el tercer fin de semana se denomina la Pujà, ya que se procede al traslado de Virgen a su ermita, concluyendo las fiestas de Moros y Cristianos.
- Romerías. A mediados de junio se celebran diversas romerías a las ermitas del término.

## Gastronomía

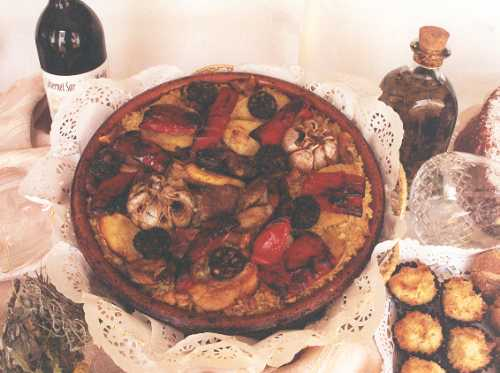
Arroz al horno de Muro de Alcoy

Comparte con los pueblos de La Montaña una gastronomía de "casa llauradora", con platos típicos como la "borreta", "el blat picat" o "les bajoques farcides" a los que hay que añadir los embutidos aderezados con las famosas hierbas aromáticas de la cercana Sierra Mariola. Aunque el más conocido y apreciado plato de su gastronomía, es la famosa "pericana", preparada con una variedad de pimientos secados durante semanas, típicos de la zona.
Los licores de hierbas de la Sierra Mariola (por ejemplo el reconocido "herbero") también son típicos, así como el popular Café Licor, tan apreciado en las Montañas de Alcoy.